# フラニツェ・ナ・モラヴェ - プーホフ線
フラニツェ・ナ・モラヴェ - プーホフ線（チェコ語: Železniční trať Hranice na Moravě – Púchov）は、チェコ国鉄・スロバキア国鉄の鉄道線の名称である。路線番号は、チェコ国内では280、スロバキア国内では125。なお本頁では、280号線の支線として扱われているホルニー・リデチ - ビルニツェ線、および同じく280号線の一部として取り扱われているプルジェロフ - フラニツェ間についても取り扱う。
最初に開業したのはプルジェロフ - フラニツェ間で、皇帝フェルディナント北部鉄道により1842年から1847年にかけて開通した。次の開業したのはフラニツェ - フセチーン間で、1884年から1885年にかけてオーストリア地方鉄道によって開業した。その後1928年に、ビルニツェ - ホルニー・リデチ - フセチーン間が開業し、1937年に残りのフセチーン - プーホフ間が開業した。プラハとスロバキア北部を結ぶ国際路線である。

## 路線番号の変遷
- 2019年度以前：
270　トルジェボヴァー - プルジェロフ - フラニツェ - ボフミーン
280　フラニツェ - ストルジェルナー
283　ビルニツェ - ホルニー・リデチ
- 2020年度 - 2024年度：
271　トルジェボヴァー - プルジェロフ - フラニツェ - ボフミーン
280　フラニツェ - ストルジェルナー、ビルニツェ - ホルニー・リデチ
- 2025年度以降：
280　プルジェロフ - フラニツェ - ストルジェルナー
283　ビルニツェ - ホルニー・リデチ

## 運行形態

### 超特急「スーパーシティ(SC)」
- ペンドリーノ号：　プラハ - オロモウツ - オストラヴァ - ボフミーン
- オパヴァン号：　プラハ - スヴィノフ - オパヴァ　【週5日運行】
一日4-5往復の運行。プルジェロフ以西は短絡線経由で270号線に、フラニツェ以東は271号線直通する。
過去の運行形態
2022年以前は、2時間に1本運行していた。
2023年度以降、一日3-4往復に減便され、減便された分はインターシティ(IC)が代替する形となった。
2024年度より、一日4-5往復に増発された。

### 寝台超特急「ユーロナイト(EN)」
下記2系統が運行されている。
- スロヴァキア号：　プラハ - オロモウツ - ボフミーン - ワルシャワ/フメンネー
一日1往復が運行されている。プルジェロフ以西は短絡線経由で270号線に、フラニツェ以東は271号線に直通する。
2017年以前は、上下ともプルジェロフに停車していた。

- ショパン号：　ミュンヘン/ブダペスト - ブルジェツラフ - オストラヴァ - ワルシャワ
一日1往復の運行。ブルジェツラフ～オストラヴァ間ノンストップで、プルジェロフを通過する。プルジェロフ以南は330号線に直通する。フラニツェ以東は271号線直通する。
過去の運行状況
2015年以前は寝台急行(R)として運行されていた。プルジェロフにも停車していた（2017年まで）。
2015年末に、種別がユーロナイト(EN)に変更となった。
2018年末に、種別がナイトジェット(NJ)に変更となり、愛称名もナイトジェットに変更した。
2024年度より、種別がユーロナイト(EN)に変更され、愛称名も再びショパン号となった。

- 過去の運行種別
ヴルタヴァ号：　ヘブ/プラハ - オロモウツ - オストラヴァ - モスクワ/サンクトペテルブルク
週3往復（夏季は週2往復）運行していた。プルジェロフ以西は短絡線経由で270号線に、フラニツェ以東は271号線に直通していたが、2016年末の改正で週1往復に減便された他、チェコ国内はエクスプレス(Ex)に併結される様になった。
2018年末に新種別「ナイトジェット」に種別変更となった。
ボヘミア号：　プラハ - ボフミーン - コシツェ
2015年以前は寝台急行(R)として運行されていた。プルジェロフ以西は短絡線経由で270号線に、フラニツェ以東は271号線に直通していた。通年一日1往復の運行であった。プラハ方面行のみ停車駅が多く、フラニツェにも停車していた。
2016年度以降、ユーロナイト(EN)に格上げされた。
2017年度に限り、上下ともオロモウツ - スヴィノフ間ノンストップであった。
2017年末より、多客期限定の季節運行となった。
2019年末に休止。

### 超特急「レギオジェット(RJ)」
- プラハ - オロモウツ - フラニツェ - ハヴィールジョフ/ナーフシー/ズヴォレン/コシツェ
2時間に1本運行されている。プルジェロフ以西は短絡線経由で270号線に、フラニツェ以東は271号線に直通する。2015年以前は、大部分がインターシティ(IC)、一部の国際路線がユーロシティ(EC)として運行されていた。

### 特急「ユーロシティ(EC)」
- コシチャン号：　プラハ - オロモウツ - フラニツェ - コシツェ
一日1往復の運行。プルジェロフ以西は短絡線経由で270号線に、フラニツェ以東は271号線と直通し、フラニツェを通過する。
過去の運行形態
2024年度以前はスーパーシティの種別で、「ペンドリーノ・コシチャン」号として運行していた。

- モラヴィア号：　ウィーン～プルジェロフ～フラニツェ～カトヴィツェ
- バートホリ号：　ブダペスト～プルジェロフ～フラニツェ～ワルシャワ/クラクフ　　※ボフミーンで分割。クラクフ方面の車両はクラコヴィア号に連結される
- ソビェスキ号：　ウィーン～プルジェロフ～フラニツェ～グディニャ
- ポロニア号：　ウィーン～プルジェロフ～フラニツェ～ワルシャワ
- ポルタ・モラヴィツァ号：　グラーツ - プルジェロフ - フラニツェ - プシェミシル
- ダヌビウス号：　ウィーン - プルジェロフ - フラニツェ - ヴロツワフ/クラクフ
一日6往復、2-3時間間隔の運行。プルジェロフに停車し、プルジェロフ以西は330号線に、フラニツェ以東は271号線に直通する。
過去の運行状況
2015年以前は、一日2往復（ソビェスキ号とポロニア号）、6時間間隔での運行であり、ブダペストには直通していなかった。一方で、ブルジェツラフ - ボフミーン間にエクスプレス(Ex)が一日3往復運行していた。
2015年末に、ブダペスト発着列車が設定され、一日あたりユーロシティ(EC)3往復、エクスプレス(Ex)2往復の運行となった。また、ブダペスト発着列車は、セルビア・ブルガリア・ベラルーシ・ロシアへ直通する車両を連結していた。エクスプレスは、ブルジェツラフ発着便が「スレザン」号を名乗っていた他、ウィーン - ボフミーン（週1日のみモスクワ/サンクトペテルブルク、ボフミーン以東はヴルタヴァ号に連結）の「モラヴィア」号が一日1往復あり、計2往復となっていた。
2016年末に、セルビア・ブルガリア・ベラルーシ・ロシアへの直通車両を連結しなくなった。
2017年末に、モラヴィア号をカトヴィツェ延伸の上をExからECに格上げし、ユーロシティ(EC)4往復、エクスプレス(Ex)1往復となった。
2018年末に、スレザン号は「ヘルフシティーン」号に改称された[1]。
2019年末に、ヘルフシティーン号をExからEC「ポルタ・モラヴィツァ」号に格上げの上、ユーロシティ(EC)のみ一日5往復の運行となった。
2024年度より、ダヌビウス号が新設され、一日6往復となった。

- シレジア号：　プラハ - オロモウツ - フラニツェ - ワルシャワ
- クラコヴィア号：　プラハ - オロモウツ - フラニツェ - モスクワ/クラクフ
- オストラヴァン号：　プラハ - オロモウツ - ボフミーン - ジリナ
合わせて、2時間毎のパターンダイヤが組まれている。プルジェロフ以西は短絡線経由で270号線に直通する。フラニツェ以東は271号線に直通する。
過去の運行状況
2016年以前は、現在とほぼ同様に2時間に1本運行していた。
2016年末に、一日4往復を除き、エクスプレス(Ex)に格下げされた。
2017年末に、一日あたりユーロシティ(EC)3往復、エクスプレス(Ex)4往復の運行となった。
2018年末に、エクスプレス(Ex)のうち1往復をユーロシティ(EC)に格上げした他、インターシティ(IC)のボフミーン行深夜便片道1本をエクスプレス(Ex)格下げし、エクスプレス(Ex)が一日3.5往復、ユーロシティ(EC)が一日3往復の運行となった。また、ワルシャワ発着列車の愛称名が「ヴァルソヴィア」に統一された。
2019年末に、ユーロシティ(EC)1往復がExに格下げされ、ボフミーン行深夜便がインターシティ(IC)に再び格上げとなり、エクスプレス(Ex)が一日4往復、ユーロシティ(EC)が一日3往復の運行に戻った。ヴァルソヴィア号はシレジア号に改称となった。
2021年末に、エクスプレス(Ex)のうち3往復がユーロシティ(EC)に、1往復がインターシティ(IC)に格上げされ、現在の運行体系となった。

- ヴァラシスキー・エクスプレス号：　プラハ - オロモウツ - プーホウ
2時間に1本運行されている。プルジェロフ以北は短絡線経由で270号線に直通する。うち1.5往復に限り、プーホウ以東スロバキア国鉄120号線に直通する。リプニークにも停車する。
過去の運行形態
2016年以前は、チェコ国内でユーロシティ(EC)、スロバキア国内でエクスプレス(Ex)として運行していた。また、全列車がスロバキア国鉄120号線に直通していた。
2016年末に、チェコ国内でも列車種別がエクスプレス(Ex)となった。
2019年末に、大部分がプーホウまで短縮され、ジリナ直通は一日1往復のみとなった。
2021年末に、チェコ国内に限り列車種別がユーロシティ(EC)に格上げされた。
2023年度に、スロバキア国内でも列車種別がユーロシティ(EC)に格上げされた。ジリナへの直通が一日2往復に増発された。
2025年度より、ジリナ直通は一日1.5往復に減便となった。

### 特急「インターシティ(IC)」
- オストラヴァン号：　プラハ - スヴィノフ - ボフミーン
一日3往復（土曜・休日2.5往復）運行されている。スーパーシティ(SC)と合わせて、2時間に1本の運行となっている。プルジェロフ以西は短絡線経由で270号線に、フラニツェ以東は271号線に直通する。平日は一日1往復、土曜は西行1本、日曜は東行1本に限り、フラニツェに停車する。
過去の運行状況
2017年末に、寝台特急ボヘミア号運行日を除き、プラハ - オストラヴァ間に一日1往復の運行を開始した。プラハ方面に限り、フラニツェにも停車していた。寝台特急ボヘミア号の季節運行化に伴い、以前のエクスプレス(Ex)一往復を格上げし、運休日を補完するダイヤで、運行を開始したものである。
2018年末に、ボフミーン行はエクスプレス(Ex)の種別に変更となり、プラハ行はレギオジェット(RJ)に代替され、季節運行の1往復のみの運行となった。
2019年末に、エクスプレス(Ex)からの移管で、定期列車が一日1往復（休日は東行片道1本）増発された。なお、この列車のボフミーン行は、2018年末にICからExに格下げされた列車が、ICに復帰したものである。西行は、フラニツェ停車であった。
2020年末に、毎日一日1往復の運行となり、季節運行の1往復が休止となった。
2023年度に、スーパーシティ(SC)の一部を代替する形で、オストラヴァ発着便とボフミーン発着便が一日1往復ずつ増発され、一日3往復となった。
2024年度より、ボフミーン以西で一日2.5往復（土曜2往復、休日1-3往復）に減便となった。フラニツェ停車は、一日1往復（ただし土曜は西行、日曜は東行のみ）に拡大した。5月22日より、一日1往復が増発された。
2025年度より、一日3往復（土曜・休日2.5往復）に変更となった。

- オストラヴァン号：　プラハ～オロモウツ～ボフミーン～ナーヴシー
一日1往復運行されている。プルジェロフ以西は短絡線経由で270号線に、フラニツェ以東は271号線に直通する。フラニツェにも停車する。
過去の運行状況
2021年以前は、エクスプレス(Ex)として運行していた。

- ヴァラシスキー・エクスプレス号：　プラハ～オロモウツ～フラニツェ～フセチーン
一日1往復運行されている。プルジェロフ以西は短絡線経由で270号線に直通する。リプニークとフラニツェにも停車する。
過去の運行形態
2016年以前は、リフリーク(R)として一日2往復運行していた。
2016年末に、列車種別がエクスプレス(Ex)に格上げされた。
2021年末に、列車種別がユーロシティ(EC)に格上げされた。
2023年度に、一日1往復に減便となった。

- 過去の運転系統
ヴラヂスラフ・ヴァンチュラ号：　プラハ - スヴィノフ - オパヴァ/コシツェ
2016年度に運行していた。現在のユーロシティ「ロハーチェ」号の前身。
シレジア号：　スヴィノフ - オストラヴァ - ワルシャワ
2018年以前は、ユーロシティ(EC)の種別で一日1往復運行していた。土曜または日曜に週1日運休していた。オストラヴァ以北は、ボフミーンを経由せずにポーランド国鉄151号線と直通していた。愛称名は「コメニウス」であった。
2019年度より、「ヴァルソヴィア」に愛称名が変更された。
2020年度よりインターシティ(IC)に種別変更され、毎日運行となった。愛称名は「シロンスク」に変更された。
2025年度より、運行区間がボフミーン以北に短縮され、271号線を経由しなくなった。ただし北行に限り、特急(R)キスチャン号に併結される形で、スヴィノフ始発となっている。

### 超特急「LEOエクスプレス(LE)」
リフリーク(R)並の停車駅で運行される。
- プラハ - プルジェロフ - フラニツェ - ボフミーン
一日8往復の運行。平均2時間間隔で運行する。プルジェロフ以西は270号線に、フラニツェ以東は271号線に直通する。
2018年度に限り、一日5往復、平均3時間間隔での運行であった。2019年度は一日7往復、2020年度以降一日6往復運行だが、2021年度に限り1往復がスヴィノフ止まりであった。2024年度より一日8往復となった。

### 特急「リフリーク(R)」
下記2系統が運行されている。
- レギオジェット号：　ブルノ - プルジェロフ - フラニツェ - ボフミーン　　※レギオジェット社による運行
1時間に1本の運行。プルジェロフ以西は270号線に、フラニツェ以東は271号線に直通する。
2019年以前はチェコ鉄道による運行で、「スレザン」号を名乗ってた。また、1-2時間に1本の運行であった。

- 休止中の運行系統
  - ニース - ブルジェツラフ - ボフミーン - モスクワ
夜行列車で、週1往復の運行。280号線内は全ての駅を通過していた。プルジェロフ以西は330号線に、フラニツェ以東は271号線に直通していた。
2020年3月以降休止されている。[2]

### 快速「スピェシニー(Sp)」
- オロモウツ - フラニツェ - フセチーン　【平日運行】
一日1往復の運行。夏季はフラニツェ→フセチーンの片道1本のみの運行となる。プルジェロフ以西は短絡線経由で270号線に乗り入れる。
2019年以前は一日2.5往復の運行で、うち2往復がストルジェルナーまで乗り入れていた（フセチーン以東は各駅停車。片道1本のみ、オロモウツ→ホルニー・リデチ止まり）。2020-22年度はオロモウツ - フセチーンに運行区間が統合された。2023年度より、一日1往復に減便。

- プルジェロフ → フラニツェ → フセチーン　【土曜運行】
土曜日は朝に南行片道1本のみ運行する。
過去の運行形態
2018年以前は一日1.5往復運行していた。フラニツェ以北は普通列車としての運行で、各駅に停車していた。
2018年末に南行片道2本のみの運行となった。
2019年末に北行片道1本のみの運行となった。
2020年末より、一日1往復の運行で、南行は全区間快速としての運行となった。
2023年度に、休日の南行の運行が取りやめられた。
2025年度より、北行の列車が普通列車に格下げとなり、土曜日の南行のみの運行となった。

### 普通
区間毎に系統が分かれる。
- プルジェロフ - フラニツェ - フセチーン　※チェコ鉄道による運行
2時間に1本の運行。朝の東行片道1本のみ、メジルジーチー - フセチーン間ノンストップとなる。
2019年以前は、平日は1時間に1本、休日は2時間に1本程度運行であった（ただし午前中は間引きあり）。また、全列車が各駅に停車していた。

- ( ロジノフ・ポド・ラドホシチェム - ) メジルジーチー - フセチーン　　※アリヴァ列車による運行
一日あたり、平日4.5往復、休日1.5往復の運行。うち、平日の南行2本、北行1本はノンストップ。平日2往復と休日1往復が、メジルジーチー以北281号線に直通する。
過去の運行形態
2020年度に、フセチーン → メジルジーチー間の片道1本が運行を開始した。
2021年末に、平日のみ一日1往復、ロジノフ - フセチーン間の運行を開始した。南行はメジルジーチー以南ノンストップであった。
2023年度に、ロジノフ発着便が平日のみ一日2往復に増加した。
2024年度に、休日にも一日1往復ロジノフ発着便が運行を開始した他、メジルジーチー以南は一日あたり平日3往復、休日1往復の運行となった。ロジノフ発の列車は全て各駅停車となったが、メジルジーチー始発の1本が途中ノンストップとなった。6月より、メジルジーチー - フセチーン間にノンストップの列車が平日のみ一日1往復が増発された。
2025年度より、メジルジーチー行が一日1本増発となった。一方、平日のロジノフ発着便は一日2往復に減便となった。

- フセチーン - ストルジェルナー　　※アリヴァ列車による運行
3時間に1本程度の運行。一部はリデチコを通過する。
過去の運行形態
2019年以前はチェコ鉄道による運行であった。また全列車がリデチコに停車していた。メジルジーチー始発の列車が一日2本運行していた。
2020年度より、アリヴァ列車に移管された。
2022年度より、メジルジーチー始発の列車のうち1本がロジノフ始発に延長された。
2023年度より、ロジノフ始発の列車がフセチーン以北に短縮された。
2025年度より、メジルジーチー始発の列車がビルニツェ行となり、ストルジェルナーには乗り入れなくなった。

- ( ヴァラシスケー・メジルジーチー - ) フセチーン - ヴァラシスケー・クロボウキ - ビルニツェ　　※アリヴァ列車による運行
3時間に1本程度の運行。午前中は原則ヴァラシスケー・クロボウキ以東のみの運行。午後は本数が増える。一部はリデチコを通過する。また、一日1往復がメジルジーチー発着となり、北行はフセチーン - メジルジーチー間ノンストップである。
2019年以前はチェコ鉄道による運行で、一日4往復を除き、ホルニー・リデチで系統が分断されていた。また全列車がリデチコに停車していた。2019年末に一日5往復に増発され、2020年末に現在の本数となった。メジルジーチー発着のうち、南行の列車は2025年度より運行を開始した。

- ビルニツェ - ホルニー・リデチ ( - ストルジェルナー)　　※アリヴァ列車による運行
全て各駅停車で、上記フセチーン発着列車と合わせて2時間に1本程度の運行。一日2-7往復がストルジェルナーに乗り入れる。
過去の運行形態
2017年以前は、一日4.5往復が、341号線のヴラールスキー・プルースミクまで直通していた他、ストルジェルナーには乗り入れていなかった。
2017年末に341号線との直通がなくなった。
2020年末に、多数の列車がフセチーン発着となった他、ストルジェルナーへの直通を開始し、ホルニー・リデチ止まりの列車が大幅に減った。

- ストレレンカ - プーホウ　　※スロバキア国鉄による運行
一日あたり、平日7.5往復、土曜日6.5往復、休日6.5往復の運行。うち4.5往復がホルニー・リデチまで乗り入れる。
2019年以前は、ホルニー・リデチに乗り入れる便が一日あたり平日5往復、土曜日3往復、休日4往復であった。2022年以前は、プーホウ - プーホウ工場駅間に、平日のみスロバキア国鉄120号線からの直通列車が一日1往復運行していた。2020 - 24年度は、全ての列車がストレレンカ以南の運行であった。

### 臨時列車
- ロジノフの蒸気機関車（普通） 
蒸気機関車。年1日、ロジノフ - ヴァラシスケー・メジルジーチー - フラニツェ - オロモウツ間に、一日1往復の運行。メジルジーチー以東は281号線に、フラニツェ以西は270号線に直通する。メジルジーチー - フラニツェ間はノンストップ。2017年運行。

- 聖ホスティーン巡礼列車　　※アリヴァ列車による運行
大晦日の夜、ビルニツェ - ホルニー・リデチ - ヴァラシスケー・メジルジーチー - ビストルジツェ間に、年1往復の運行。メジルジーチー以北は303号線に直通する。途中、リデチコを通過する。
2019年以前はチェコ鉄道による運行で、リデチコにも停車していた。

### 過去の運行種別
- 超特急「ユーロシティ(EC)」
2016年以前、プラハ - フラニツェ - プーホフ - ジリナ（一日2往復のみズヴォレン）間に、2時間に1本運行していた。ユーロシティ(EC)を称していたのはチェコ国内のみで、スロヴァキア国内ではエクスプレス(Ex)として運行していた。2016年末に、エクスプレス(Ex)に格下げとなった。

- 超特急「エクスプレス(Ex)」
  - ヘルフシティーン号：　ブルジェツラフ～プルジェロフ～ボフミーン
2015年以前は一日3往復運行していた。ウィーン～ワルシャワのユーロシティ(EC)と合わせて平均3時間に1本の運行となっていた。ユーロシティ(EC)相当の停車駅であった。
2016,17年度は一日2往復の運行となった。ブルジェツラフ発着便が「スレザン」号を名乗っていた他、ウィーン - ボフミーンの「モラヴィア」号が一日1往復あり、計2往復となっていた。
2017年末に、モラヴィア号がユーロシティ(EC)に格上げされ、一日1往復となった。
2018年末に、愛称名が「ヘルフシティーン」となった。スレザンはブルノ発着のリフリーク(R)の愛称となった。
2019年末に、残った1往復もユーロシティ(EC)に格上げされ、休止。

- 特急「リフリーク(R)」
2016年以前、プラハ - フラニツェ - フセチーン間に、一日2往復運行していた。朝はプラハ行、夜はフセチーン行が運行していた他、土曜日の朝にプラハ発フセチーン行が、休日の夜にフセチーン発プラハ行が、それぞれ1本ずつ運行していた。2016年末に、エクスプレス(Ex)に格上げとなった。

## 駅一覧
以下では、チェコ国鉄280号線の駅と営業キロ、停車列車、接続路線などを一覧表で示す。

### 本線：プーホウ - フラニツェ間
- 種別
  - EC：超特急「ユーロシティ」
  - IC：超特急「インターシティ」
  - Sp：快速
  - Os：普通
- 停車駅
  - ■印：全列車停車
  - ｜印：全列車通過

| 路線名 | 駅名                                   | 駅間営業キロ | 累計営業キロ     | 累計営業キロ        | 累計営業キロ                 | SC | EN | RJ | EC | IC | LE | R  | Sp | Os | 接続路線                                                                           | 所在地         | 所在地         |
| ------ | -------------------------------------- | ------------ | ---------------- | ------------------- | ---------------------------- | -- | -- | -- | -- | -- | -- | -- | -- | -- | ---------------------------------------------------------------------------------- | -------------- | -------------- |
| 125    | プーホウ駅                             | -            | プーホウから 0.0 |                     |                              |    |    |    | ■  |    |    |    |    | ■  | スロバキア国鉄 120号線（コシツェ方面、ブラチスラヴァ方面）                         | トレンチーン県 | プーホウ郡     |
| 125    | プーホウ工場駅                         | 1.5          | 1.5              |                     |                              |    |    |    | ｜ |    |    |    |    | ■  |                                                                                    | トレンチーン県 | プーホウ郡     |
| 125    | プーホウ停留所                         | 1.3          | 2.8              |                     |                              |    |    |    | ｜ |    |    |    |    | ■  |                                                                                    | トレンチーン県 | プーホウ郡     |
| 125    | ドホニャニ駅                           | 3.7          | 6.5              |                     |                              |    |    |    | ｜ |    |    |    |    | ■  |                                                                                    | トレンチーン県 | プーホウ郡     |
| 125    | ザリェチェ駅                           | 4.3          | 10.8             |                     |                              |    |    |    | ｜ |    |    |    |    | ■  |                                                                                    | トレンチーン県 | プーホウ郡     |
| 125    | ルーキ・ポド・マキトウ駅               | 2.5          | 13.3             |                     |                              |    |    |    | ｜ |    |    |    |    | ■  |                                                                                    | トレンチーン県 | プーホウ郡     |
| 125    | リサー・ポド・マキトウ駅               | 2.5          | 15.8             |                     |                              |    |    |    | ｜ |    |    |    |    | ■  |                                                                                    | トレンチーン県 | プーホウ郡     |
| 125    | ストレレンカ駅                         | 4.2          | 20.0             |                     |                              |    |    |    | ｜ |    |    |    |    | ■  |                                                                                    | トレンチーン県 | プーホウ郡     |
| 280    | ストルジェルナー駅                     | 3.7          | 23.7             |                     |                              |    |    |    | ｜ |    |    |    |    | ■  |                                                                                    | ズリーン県     | フセチーン郡   |
| 280    | ホルニー・リデチ駅                     | 3.9          | 27.6             | ビルニツェから 19.1 |                              |    |    |    | ■  |    |    |    |    | ■  | ビルニツェ方面                                                                     | ズリーン県     | フセチーン郡   |
| 280    | リデチコ・ヴェス駅                     | 2.4          | 30.0             | 21.5                |                              |    |    |    | ｜ |    |    |    |    | ■  |                                                                                    | ズリーン県     | フセチーン郡   |
| 280    | リデチコ駅                             | 2.4          | 32.4             | 23.9                |                              |    |    |    | ｜ |    |    |    |    | ●  |                                                                                    | ズリーン県     | フセチーン郡   |
| 280    | ルジナー・ウ・フセチーナ駅             | 2.5          | 34.9             | 26.4                |                              |    |    |    | ｜ |    |    |    |    | ■  |                                                                                    | ズリーン県     | フセチーン郡   |
| 280    | ヴァラシスカー・ポランカ駅             | 2.4          | 37.3             | 28.8                |                              |    |    |    | ｜ |    |    |    |    | ■  |                                                                                    | ズリーン県     | フセチーン郡   |
| 280    | レスコヴェツ駅                         | 3.2          | 40.5             | 32.0                |                              |    |    |    | ｜ |    |    |    |    | ■  |                                                                                    | ズリーン県     | フセチーン郡   |
| 280    | ウースチー・ウ・フセチーナ駅（休止中） |              | (42.2)           | (33.7)              |                              |    |    |    | ｜ |    |    |    |    | ｜ |                                                                                    | ズリーン県     | フセチーン郡   |
| 280    | フセチーン駅                           | 6.0          | 46.5             | 38.0                | フラニツェから 旧線経由 43.9 |    |    |    | ■  | ■  |    |    | ■  | ■  | 282号線（カルロヴィツェ方面）                                                      | ズリーン県     | フセチーン郡   |
| 280    | ヤブルーンカ駅                         | 6.3          | 52.8             | 44.3                | 37.6                         |    |    |    | ｜ | ｜ |    |    | ■  | ●  |                                                                                    | ズリーン県     | フセチーン郡   |
| 280    | ビストルジチカ駅                       | 5.0          | 57.8             | 49.3                | 32.6                         |    |    |    | ｜ | ｜ |    |    | ■  | ●  |                                                                                    | ズリーン県     | フセチーン郡   |
| 280    | ブルニョフ駅                           | 3.0          | 60.8             | 52.3                | 29.6                         |    |    |    | ｜ | ｜ |    |    | ■  | ●  |                                                                                    | ズリーン県     | フセチーン郡   |
| 280    | ヴァラシスケー・メジルジーチー駅       | 4.5          | 65.3             | 56.8                | 25.1                         |    |    |    | ■  | ■  |    |    | ■  | ■  | 281号線（ロジノフ方面）、303号線（コイェチーン方面） 323号線（フレンシタート方面） | ズリーン県     | フセチーン郡   |
| 280    | ルホトカ・ナド・ベチヴォウ駅           | 4.3          | 69.6             | 61.1                | 20.8                         |    |    |    | ｜ | ｜ |    |    | ■  | ■  |                                                                                    | ズリーン県     | フセチーン郡   |
| 280    | フストペチェ・ナド・ベチヴォウ駅       | 5.4          | 75.0             | 66.5                | 15.4                         |    |    |    | ｜ | ｜ |    |    | ■  | ■  |                                                                                    | オロモウツ県   | プルジェロフ郡 |
| 280    | ミロチツェ・ナド・ベチヴォウ駅         | 2.4          | 77.4             | 68.9                | 13.0                         |    |    |    | ｜ | ｜ |    |    | ■  | ■  |                                                                                    | オロモウツ県   | プルジェロフ郡 |
| 280    | シピチキ駅                             | 1.7          | 79.1             | 70.6                | 11.3                         |    |    |    | ｜ | ｜ |    |    | ■  | ■  |                                                                                    | オロモウツ県   | プルジェロフ郡 |
| 280    | チェルノチーン駅                       | 3.4          | 82.5             | 74.0                | 7.9                          |    |    |    | ｜ | ｜ |    |    | ■  | ■  |                                                                                    | オロモウツ県   | プルジェロフ郡 |
| 280    | テプリツェ・ナド・ベチヴォウ駅         | 1.4          | 83.9             | 75.4                | 6.2                          |    |    |    | ｜ | ｜ |    |    | ■  | ■  |                                                                                    | オロモウツ県   | プルジェロフ郡 |
| 280    | フラニツェ・ナ・モラヴェ町駅           | 1.9          | 85.8             | 77.3                | 4.3                          |    |    |    | ｜ | ｜ |    |    | ■  | ■  |                                                                                    | オロモウツ県   | プルジェロフ郡 |
| 280    | フラニツェ・ナ・モラヴェ駅             | 4.3          | 90.1             | ウィーンから 211.8  | 0.0                          | ｜ | ｜ | ●  | ●  | ○  | ■  | ●  | ■  | ■  | 271号線（オストラヴァ方面）                                                        | オロモウツ県   | プルジェロフ郡 |
| 280    | ドラホトゥシェ駅                       | 4.7          | 94.8             | 207.1               |                              | ｜ | ｜ | ｜ | ｜ | ｜ | ｜ | ｜ | ｜ | ■  |                                                                                    | オロモウツ県   | プルジェロフ郡 |
| 280    | リプニーク・ナド・ベチヴォウ駅         | 8.5          | 103.3            | 198.6               |                              | ｜ | ｜ | ｜ | ○  | ○  | ｜ | ｜ | ■  | ■  |                                                                                    | オロモウツ県   | プルジェロフ郡 |
| 280    | オセク・ナド・ベチヴォウ駅             | 3.9          | 107.2            | 194.7               |                              | ｜ | ｜ | ｜ | ｜ | ｜ | ｜ | ｜ | ｜ | ■  |                                                                                    | オロモウツ県   | プルジェロフ郡 |
| 280    | プロセニツェ駅                         | 3.3          | 110.5            | 191.4               |                              | ｜ | ｜ | ｜ | ｜ | ｜ | ｜ | ｜ | ｜ | ■  |                                                                                    | オロモウツ県   | プルジェロフ郡 |
| 280    | プルジェロフ駅                         | 7.9          | 118.4            | 183.5               |                              | ｜ | ○  | ｜ | ○  | ｜ | ■  | ●  | ○  | ■  | 270号線（プラハ方面） 300号線（ヴィシコフ方面）、330号線（ブルジェツラフ方面）     | オロモウツ県   | プルジェロフ郡 |

### 支線：ビルニツェ - ホルニー・リデチ間
| 路線名 | 駅名                             | 駅間営業キロ | 累計営業キロ | 接続路線                 | 所在地     | 所在地       |
| ------ | -------------------------------- | ------------ | ------------ | ------------------------ | ---------- | ------------ |
| 280    | ビルニツェ駅                     | -            | 0.0          | 341号線                  | ズリーン州 | ズリーン郡   |
| 280    | ブルモフ中央駅                   | 3.8          | 3.8          |                          | ズリーン州 | ズリーン郡   |
| 280    | ブルモフ駅                       | 1.4          | 5.2          |                          | ズリーン州 | ズリーン郡   |
| 280    | ナーヴォイナー駅                 | 1.0          | 6.2          |                          | ズリーン州 | ズリーン郡   |
| 280    | ヴァラシスケー・クロボウキ駅     | 5.9          | 12.1         |                          | ズリーン州 | ズリーン郡   |
| 280    | ポテチ駅                         | 2.0          | 14.1         |                          | ズリーン州 | ズリーン郡   |
| 280    | ヴァラシスケー・プルジーカズィ駅 | 2.1          | 16.2         |                          | ズリーン州 | フセチーン郡 |
| 280    | ホルニー・リデチ駅               | 2.9          | 19.1         | プラハ方面、プーホウ方面 | ズリーン州 | フセチーン郡 |

1. ↑  この時、スレザンはブルノ発着のリフリーク(R)の愛称となった。
2. ↑  Les trains France - Russie